# なんでもヒーロー!ゆっけとまーぼー
『なんでもヒーロー!ゆっけとまーぼー』は、2016年7月8日よりニコニコ生放送で配信されているインターネットラジオ番組。パーソナリティは小林裕介と古川慎。

## 番組概要
パーソナリティの小林・古川が、独特な知識や技術を持つ頼れるヒーローとなり、日常の悩みから無茶振りまで全力で挑戦していくチャレンジ型バラエティ番組。

## 配信時間
|                | 配信局                              | 配信時間                                   | 過去の配信時間変遷 ※備考                                                                           |
| -------------- | ----------------------------------- | ------------------------------------------ | -------------------------------------------------------------------------------------------------- |
| 本配信         | ニコニコ生放送 シーサイドチャンネル | 第1・第3火曜 21:00より （2017年4月4日 - ） | - 不定期金曜 21:00より （2016年7月8日 - 2017年3月31日） ※ 配信構成：本配信（30分）+ 有料動画       |
| アーカイブ配信 | ニコニコ動画 シーサイドチャンネル   | 第1・第3火曜 22:00更新 （2017年4月4日 - ） | - 毎週金曜 21:00更新 （2016年7月8日 - 2017年3月31日） ※ 有料動画はタイムシフト期間終了後に有料更新 |

## パーソナリティ
- 小林裕介（ゆっけ）
- 古川慎（まーぼー）

## コーナー
困った人はほっとけない！
リスナーメールに対して、パーソナリティが心を掴む回答をしていく。
俺の必殺技を受けてみろ！
リスナーから必殺技を言う前の口上と必殺技名を募集して発表し、パーソナリティが必殺技を特訓していく。
恐怖！怪人図鑑！
リスナーから募集した怪人の「名前」と「特徴」をクジにして引き、それを元とした怪人をパーソナリティが演じていく。
ヒーロートレーニング
まだまだ新米なヒーローであるパーソナリティが、様々なトレーニングを通してパワーアップしていく。
俺はいつでもスタイリッシュヒーロー
リスナーから募集した様々な場面での台詞をまーぼーがカッコよく、スタイリッシュに発表する。
スパッと撃退！お悩み怪人
リスナーの悩みをゆっけがスパッと一言で撃退する。
ヒーローマナー講座
お題として出された様々な場面でのルールやマナーを、即興で演じながら学んでいく。
ヒーロー575
リスナーとパーソナリティで一つの句を完成させる。
知識で撃退！2択で戦うヒーロー！
様々な特徴をもった怪人が登場し、2つの選択肢から正しい攻撃方法で怪人を撃退する。
ヒーローレコメンド
リスナーから寄せられた2人におすすめしたい趣味やアイテムを試していき、幅広い趣味や教養を身につける。
ゆっけとまーぼー、サードステージ
リスナーから募集した「大人だからこそ挑戦して欲しいお題」を実戦していく。
悩める人は…ほっとけない！
リスナーから届いた悩みをスパッとではなく、しっかりと解決する。
ヒーローワード50
五十音のクジから1枚引き、その文字から始まるお題のシチュエーションにぴったりなヒーローらしい台詞を考える。
ヒーローなんでも鼎談
パーソナリティの2人が「これならいける」と思ったテーマでこだわりを熱く語る。

## イベント
※太字は番組単独イベント
| 開催日   | イベント名                                                  | 会場                                      | 備考                                    |
| 2016年   | 2016年                                                      | 2016年                                    | 2016年                                  |
| -------- | ----------------------------------------------------------- | ----------------------------------------- | --------------------------------------- |
| 12月10日 | SEASIDE LIVE FES 2016 前日祭                                | 舞浜アンフィシアター                      | 「SEASIDE LIVE FES 2016」の前日祭に出演 |
| 2017年   |                                                             |                                           |                                         |
| 10月7日  | なんでもヒーロー!ゆっけとまーぼー〜なんでもヒーローショー〜 | YMCA アジア青少年センター スペースYホール | 番組初の単独イベント                    |
| 2018年   |                                                             |                                           |                                         |
| 7月8日   | なんでもヒーロー!ゆっけとまーぼー〜新たなキズナ〜           | 時事通信ホール                            |                                         |
| 2019年   |                                                             |                                           |                                         |
| 7月14日  | なんでもヒーロー!ゆっけとまーぼー〜ゆけまぼFES2019〜        | 科学技術館サイエンスホール                |                                         |
| 2021年   |                                                             |                                           |                                         |
| 6月27日  | なんでもヒーロー!ゆっけとまーぼー〜5年の軌跡〜              | エコルマホール(狛江市民ホール)            |                                         |

## 関連商品
※公式ネットショップは『シーサイドSHOP（なんでもヒーロー!ゆっけとまーぼー）』を参照。

### CD・DVD
| 販売日   | タイトル名                                                                   | 備考                                                                |        |
| 2017年   | 2017年                                                                       | 2017年                                                              | 2017年 |
| -------- | ---------------------------------------------------------------------------- | ------------------------------------------------------------------- | ------ |
| 3月25日  | なんでもヒーロー!ゆっけとまーぼー DJCD vol.1〜ヒーロートレーニング編〜       | オーディオCD（新規収録）+ MP3CD（過去放送第1回 - 第13回）+ 特典DVD  |        |
| 8月11日  | なんでもヒーロー!ゆっけとまーぼー DJCD vol.2〜男の休日編〜                   | オーディオCD（新規収録）+ MP3CD（過去放送第14回 - 第26回）+ 特典DVD |        |
| 12月29日 | なんでもヒーロー!ゆっけとまーぼーカウントダウンCD2017                        | 番組とともにカウントダウンをして年越しを迎えることが出来るCD        |        |
| 2018年   |                                                                              |                                                                     |        |
| 3月24日  | なんでもヒーロー!ゆっけとまーぼー DJCD vol.3〜ヒーローのキズナ編〜           | オーディオCD（新規収録）+ MP3CD（過去放送第27回 - 第39回）+ 特典DVD |        |
| 7月8日   | なんでもヒーロー!ゆっけとまーぼー特別版 〜はじめてのキズナ〜                 | オーディオCD（新規収録）                                            |        |
| 9月20日  | なんでもヒーロー!ゆっけとまーぼー DJCD vol.4〜世界でいちばん熱いヒーロー編〜 | オーディオCD（新規収録）+ MP3CD（過去放送第40回 - 第52回）+ 特典DVD |        |
| 12月29日 | なんでもヒーロー!ゆっけとまーぼーカウントダウンCD2018                        | 番組とともにカウントダウンをして年越しを迎えることが出来るCD        |        |
| 2019年   |                                                                              |                                                                     |        |
| 5月22日  | DVD なんでもヒーロー!ゆっけとまーぼー 男の手料理～麻婆チャーハン編～         | DVD（料理企画）+ MP3CD（過去放送第53回 - 第65回）                   |        |
| 8月9日   | なんでもヒーロー!ゆっけとまーぼー 真夏の決戦2019                             | オーディオCD（新規収録）                                            |        |
| 12月28日 | DVD なんでもヒーロー!ゆっけとまーぼー 男の二人旅in栃木                       | DVD（新規収録映像）+ MP3CD（過去放送第66回 - 第78回）               |        |
| 12月28日 | なんでもヒーロー!ゆっけとまーぼーカウントダウンCD2019                        | 番組とともにカウントダウンをして年越しを迎えることが出来るCD        |        |

### グッズ
| 販売日   | グッズ名                                                                   | 備考                                                                    |        |
| 2016年   | 2016年                                                                     | 2016年                                                                  | 2016年 |
| -------- | -------------------------------------------------------------------------- | ----------------------------------------------------------------------- | ------ |
| 12月10日 | なんでもヒーロー!ゆっけとまーぼー 変身ベルトトートバッグ                   | 『SEASIDE LIVE FES 2016（前日祭含む）』会場販売                         |        |
| 2017年   |                                                                            |                                                                         |        |
| 8月11日  | なんでもヒーロー!ゆっけとまーぼー アクリルキーホルダーセット               | 『C92』会場販売                                                         |        |
| 10月7日  | ゆっけとまーぼー Tシャツ                                                   | 『なんでもヒーロー!ゆっけとまーぼー〜なんでもヒーローショー〜』会場販売 |        |
| 10月7日  | ゆっけとまーぼー マフラータオル                                            | 『なんでもヒーロー!ゆっけとまーぼー〜なんでもヒーローショー〜』会場販売 |        |
| 10月7日  | 君のそばにいる ポーチ                                                      | 『なんでもヒーロー!ゆっけとまーぼー〜なんでもヒーローショー〜』会場販売 |        |
| 10月7日  | 君を守るコンパクトミラー                                                   | 『なんでもヒーロー!ゆっけとまーぼー〜なんでもヒーローショー〜』会場販売 |        |
| 12月29日 | なんでもヒーロー!ゆっけとまーぼー アクリルキーホルダーセット（年越しver.） | 『C93』会場販売                                                         |        |
| 2018年   |                                                                            |                                                                         |        |
| 7月8日   | ゆっけとまーぼー 丘サーファーTシャツ                                       | 『なんでもヒーロー!ゆっけとまーぼー〜新たなキズナ〜』会場販売           |        |
| 7月8日   | ゆっけとまーぼー 海の夏男アクリルキーホルダーセット                        | 『なんでもヒーロー!ゆっけとまーぼー〜新たなキズナ〜』会場販売           |        |
| 7月8日   | ゆっけとまーぼー アロハなキズナハンドタオルセット                          | 『なんでもヒーロー!ゆっけとまーぼー〜新たなキズナ〜』会場販売           |        |
| 7月8日   | ゆっけとまーぼー たゆたう波トート                                          | 『なんでもヒーロー!ゆっけとまーぼー〜新たなキズナ〜』会場販売           |        |
| 7月8日   | ゆっけとまーぼー サーフボード風アクリルパスケース                          | 『なんでもヒーロー!ゆっけとまーぼー〜新たなキズナ〜』会場販売           |        |
| 12月29日 | なんでもヒーロー!ゆっけとまーぼー 世界でいちばん! アクキーセット           | 『C95』会場販売                                                         |        |
| 2019年   |                                                                            |                                                                         |        |
| 7月14日  | ゆけまぼ なんでもヒーローTシャツ                                           | 『なんでもヒーロー!ゆっけとまーぼー〜ゆけまぼFES2019〜』会場販売        |        |
| 7月14日  | ゆけまぼ ヒーローチェックシャツ                                            | 『なんでもヒーロー!ゆっけとまーぼー〜ゆけまぼFES2019〜』会場販売        |        |
| 7月14日  | ゆけまぼアクキーセット SODA★ver.                                           | 『なんでもヒーロー!ゆっけとまーぼー〜ゆけまぼFES2019〜』会場販売        |        |
| 7月14日  | ゆけまぼクリアバッグ                                                       | 『なんでもヒーロー!ゆっけとまーぼー〜ゆけまぼFES2019〜』会場販売        |        |
| 7月14日  | ゆけまぼクリアボトル〜男の手料理編〜                                       | 『なんでもヒーロー!ゆっけとまーぼー〜ゆけまぼFES2019〜』会場販売        |        |
| 7月14日  | ゆけまぼオーロラヒーローポーチ                                             | 『なんでもヒーロー!ゆっけとまーぼー〜ゆけまぼFES2019〜』会場販売        |        |
| 7月14日  | ゆけまぼヒーローバスタオル                                                 | 『なんでもヒーロー!ゆっけとまーぼー〜ゆけまぼFES2019〜』会場販売        |        |
| 12月28日 | なんでもヒーロー!ゆっけとまーぼー オフィシャルファンブック キズナ          | 『C97』会場販売                                                         |        |
| 2020年   |                                                                            |                                                                         |        |
| 4月12日  | ゆけまぼ キズナTシャツ                                                     | シーサイドSHOP                                                          |        |
| 4月12日  | ゆけまぼアクスタセット キズナver.                                          | シーサイドSHOP                                                          |        |
| 4月12日  | ゆけまぼ 二人のキズナエプロン                                              | シーサイドSHOP                                                          |        |
| 4月12日  | ゆけまぼ キズナキャップ                                                    | シーサイドSHOP                                                          |        |
| 4月12日  | ゆけまぼ キズナパーカー                                                    | シーサイドSHOP                                                          |        |
| 4月12日  | ピンチを乗り越えろ! モバイルバッテリー                                     | シーサイドSHOP                                                          |        |
| 2021年   |                                                                            |                                                                         |        |
| 4月初旬  | ゆけまぼアクキーセット〜春、桜咲くver. 〜                                  | シーサイドSHOP                                                          |        |